# Idioma yabarana
El idioma yabarana, yawarana o yavarana es un idioma Caribe a punto de extinguirse hablado por algunas personas en la cuenca del río Manapiare al norte de San Juan de Manapiare. Comparte similitud con el Mapoyo y el Pémono y tiene además 2 dialectos bien diferenciados, Curasicana y Wokiare (Uaiquiare).
No debe confundirse con la lengua Yabaana de Brasil.

## Vocabulario
- Tocunu - Hombre.
- Nune - Luna.
- Tuna - Agua.
- Huato - Fuego.